# Primera División de Venezuela 2022
La temporada 2022 de la Primera División de Venezuela conocida como la Liga FUTVE fue la 66.ª edición de la Primera División de Venezuela desde su creación en 1957. El torneo lo organizó la Liga FUTVE bajo la supervisión de la Federación Venezolana de Fútbol.
Un total de 16 equipos participaron en la competición, todos provenientes de la temporada anterior ya que no hubo ascendidos de la Segunda División.

## Sistema de juego
La Asamblea General Extraordinaria de la Liga FUTVE aprobó las normas reguladoras de la temporada 2022 y así quedó establecido que el torneo único empezaría el 24 de febrero, con la participación de 16 clubes y un nuevo formato debido a la reducción en el número de equipos aprobados.
La temporada 2022, que se extendió de forma continua hasta la última semana de octubre, contempló tres instancias de competición: una Fase regular que se jugó con el sistema «todos contra todos» a dos vueltas, en total fueron 30 jornadas; una Fase Final en la que se disputaron tres cuadrangulares para definir la repartición de cupos internacionales; y una Final absoluta, a partido único, con organización de la Liga FUTVE y en la sede del club que haya quedado en mejor posición al cierre de la fase regular.
Los cuatro primeros equipos de la tabla de clasificación de la fase regular clasificaron a la Copa Libertadores 2023 y disputaron la «Fase Final Libertadores», un cuadrangular a dos vueltas para definir los finalistas de la temporada 2022 y cómo se repartirían los boletos a dicha copa.
Los clubes que se ubicaron del 5.º al 12.º puesto en la clasificación de la fase regular disputaron los cuadrangulares denominados «Fase Final Sudamericana A y B», también con un calendario de dos vueltas. El quinto y sexto de la fase regular fueron los cabezas de serie en un sorteo por pares (7.º-8.º, 9.º-10.º, 11.º-12.º) que se realizó en la sede de la Liga FUTVE tras la jornada 30. Los dos primeros de cada cuadrangular clasificaron a la Copa Sudamericana 2023.
El descenso a la Segunda División fue para el club que terminó último en la fase regular tras concluir las 30 jornadas.

## Relevos
Dieciséis equipos compitieron en la liga, los cuales fueron los dieciséis mejores equipos de la temporada anterior. No hubo equipos promovidos, y a pesar de que Titanes fue campeón de la temporada 2021 de la Segunda División, no le fue aprobada la licencia de clubes para poder participar del torneo de Primera División.
| Pos. | Descendidos de Primera División de Venezuela 2021 |
| ---- | ------------------------------------------------- |
| 19.º | Yaracuyanos                                       |
| 20.º | Lala                                              |
| 21.º | Trujillanos                                       |

| Pos.  | Retirados de la Primera División de Venezuela 2022 |
| ----- | -------------------------------------------------- |
| 12.º  | Atlético Venezuela                                 |
| 13.º  | Gran Valencia                                      |
| Prom. | Titanes                                            |

## Información
| Academia Puerto Cabello                   | Puerto Cabello | Juan Domingo Tolisano | Complejo Deportivo Socialista | 6000          | Kappa |
| Aragua                                    | Maracay        | Leonel Vielma         | Olímpico Hermanos Ghersi      | 12 000        | RS    |
| Carabobo                                  | Valencia       | Enrique Maggiolo      | Polideportivo Misael Delgado  | 10 400        | RS    |
| Caracas                                   | Caracas        | Henry Meléndez        | Olímpico de la UCV            | 20 900        | RS    |
| Deportivo La Guaira                       | Caracas        | Daniel Farías         | Olímpico de la UCV            | 20 900        | Roly  |
| Deportivo Lara                            | Barquisimeto   | Jesús Ortiz           | Farid Richa                   | 7500          | RS    |
| Deportivo Táchira                         | San Cristóbal  | Eduardo Saragó        | Polideportivo de Pueblo Nuevo | 38 755        | Attle |
| Estudiantes de Mérida                     | Mérida         | Leo González          | Metropolitano de Mérida       | 42 200        | RS    |
| Hermanos Colmenárez                       | Barinas        | Horacio Matuszyczk    | Agustín Tovar                 | 25 000        | Attle |
| Metropolitanos                            | Caracas        | José María Morr       | Olímpico de la UCV            | 20 900        | RS    |
| Mineros de Guayana                        | Ciudad Guayana | Elías Emmons          | CTE Cachamay                  | 41 600        | RS    |
| Monagas                                   | Maturín        | Jhonny Ferreira       | Monumental de Maturín         | 51 796        | RS    |
| Portuguesa                                | Araure         | Martín Brignani       | José Antonio Páez             | 14 000        | RS    |
| Universidad Central                       | Caracas        | Edson Rodríguez       | Olímpico de la UCV            | 20 900        | RS    |
| Zamora                                    | Barinas        | Noel Sanvicente       | Agustín Tovar                 | 25 500        | RS    |
| Zulia                                     | Maracaibo      | Adolfo Monsalve       | La Victoria                   | No registrada | RS    |
| Datos actualizados al 19 de julio de 2022 |                |                       |                               |               |       |

### Cambios de entrenadores
| Equipo                  | Entrenador            | Tipo                             | Salida                   | Posición     | Entrenador            | Entrada                  |
| ----------------------- | --------------------- | -------------------------------- | ------------------------ | ------------ | --------------------- | ------------------------ |
| Zamora                  | Alfarabi Romero       | Fin de interinidad               | 21 de octubre de 2021    | Pretemporada | Noel Sanvicente       | 29 de diciembre de 2021  |
| Academia Puerto Cabello | Jeremy Nowak          | Fin de interinidad               | 30 de noviembre de 2021  | Pretemporada | Francisco Perlo       | 17 de diciembre de 2021  |
| Deportivo Lara          | Leo González          | Renuncia                         | 9 de diciembre de 2021   | Pretemporada | Jorge Durán           | 29 de diciembre de 2021  |
| Mineros de Guayana      | Pastor Márquez        | Mutuo acuerdo                    | 11 de diciembre de 2021  | Pretemporada | Gabriel Martínez Poch | 5 de enero de 2022       |
| Carabobo                | Enrique Maggiolo      | Fin de contrato                  | 15 de diciembre de 2021  | Pretemporada | Kike García           | 2 de enero de 2022       |
| Caracas                 | Noel Sanvicente       | Fin de contrato                  | 15 de diciembre de 2021  | Pretemporada | Francesco Stifano     | 27 de diciembre de 2021  |
| Deportivo Táchira       | Juan Domingo Tolisano | Fichado por Deportes Antofagasta | 21 de diciembre de 2021  | Pretemporada | Álex Pallarés         | 24 de diciembre de 2021  |
| Estudiantes de Mérida   | Leonel Vielma         | Mutuo acuerdo                    | 9 de marzo de 2022       | 15.º         | Ildemaro Fernández    | 9 de marzo de 2022       |
| Estudiantes de Mérida   | Ildemaro Fernández    | Fin de interinidad               | 21 de marzo de 2022      | 12.º         | Leo González          | 21 de marzo de 2022      |
| Deportivo Lara          | Jorge Durán           | Mutuo acuerdo                    | 27 de marzo de 2022      | 12.º         | Éder Mancilla         | 28 de marzo de 2022      |
| Mineros de Guayana      | Gabriel Martínez Poch | Renuncia                         | 7 de abril de 2022       | 12.º         | Kelvin Salazar        | 7 de abril de 2022       |
| Academia Puerto Cabello | Francisco Perlo       | Mutuo acuerdo                    | 13 de abril de 2022      | 15.º         | Bladimir Morales      | 14 de abril de 2022      |
| Zulia                   | Henry Meléndez        | Despedido                        | 15 de abril de 2022      | 16.º         | Francisco Perlo       | 19 de abril de 2022      |
| Mineros de Guayana      | Kelvin Salazar        | Fin de interinidad               | 21 de abril de 2022      | 13.°         | Jorge Durán           | 21 de abril de 2022      |
| Universidad Central     | Daniel Sasso          | Mutuo acuerdo                    | 4 de mayo de 2022        | 15.º         | Enrique Maggiolo      | 6 de mayo de 2022        |
| Academia Puerto Cabello | Bladimir Morales      | Fin de interinidad               | 13 de mayo de 2022       | 13.º         | Juan Domingo Tolisano | 13 de mayo de 2022       |
| Aragua                  | Edson Rodríguez       | Mutuo acuerdo                    | 17 de mayo de 2022       | 9.º          | Leonel Vielma         | 18 de mayo de 2022       |
| Carabobo                | Kike García           | Despedido                        | 4 de julio de 2022       | 6.º          | Tony Franco           | 4 de julio de 2022       |
| Deportivo Lara          | Éder Mancilla         | Renuncia                         | 14 de julio de 2022      | 16.º         | Eduardo Saragó        | 19 de julio de 2022      |
| Hermanos Colmenárez     | Luis Pacheco          | Despedido                        | 25 de julio de 2022      | 12.º         | Horacio Matuszyczk    | 26 de julio de 2022      |
| Deportivo Lara          | Eduardo Saragó        | Renuncia                         | 27 de julio de 2022      | 15.º         | Jesús Ortiz           | 28 de julio de 2022      |
| Portuguesa              | Alí Cañas             | Mutuo acuerdo                    | 2 de agosto de 2022      | 10.º         | Martín Brignani       | 10 de agosto de 2022     |
| Zulia                   | Francisco Perlo       | Renuncia                         | 12 de agosto de 2022     | 11.º         | Adolfo Monsalve       | 13 de agosto de 2022     |
| Universidad Central     | Enrique Maggiolo      | Renuncia                         | 16 de agosto de 2022     | 16.º         | Edson Rodríguez       | 16 de agosto de 2022     |
| Deportivo Táchira       | Álex Pallarés         | Mutuo acuerdo                    | 19 de agosto de 2022     | 5.º          | Eduardo Saragó        | 20 de agosto de 2022     |
| Mineros de Guayana      | Jorge Durán           | Mutuo acuerdo                    | 28 de agosto de 2022     | 14.º         | Elías Emmons          | 31 de agosto de 2022     |
| Caracas                 | Francesco Stifano     | Despedido                        | 19 de septiembre de 2022 | 11.º         | Henry Meléndez        | 19 de septiembre de 2022 |
| Carabobo                | Tony Franco           | Despedido                        | 7 de octubre de 2022     | 4.º          | Enrique Maggiolo      | 7 de octubre de 2022     |

## Localización
| \| Región \| N.º \| Equipos \| \| ----------------- \| --- \| --------------------------------------------------------------------- \| \| Capital \| 4 \| Caracas, Deportivo La Guaira, Metropolitanos, Universidad Central \| \| Los Andes \| 4 \| Deportivo Táchira, Estudiantes de Mérida, Hermanos Colmenárez, Zamora \| \| Central \| 3 \| Academia Puerto Cabello, Aragua, Carabobo \| \| Centro Occidental \| 2 \| Deportivo Lara, Portuguesa \| \| Guayana \| 1 \| Mineros de Guayana \| \| Nor-Oriental \| 1 \| Monagas \| \| Zuliana \| 1 \| Zulia \| | Dep. Táchira Estudiantes (M) Zulia Zamora Hermanos Colmenárez Portuguesa Deportivo Lara Aragua Carabobo Puerto Cabello Monagas Mineros (G) Caracas Equipos en Caracas Caracas Deportivo La Guaira Metropolitanos Universidad Central |                                                                       |
| Región | N.º | Equipos                                                               |
| Capital | 4 | Caracas, Deportivo La Guaira, Metropolitanos, Universidad Central     |
| Los Andes | 4 | Deportivo Táchira, Estudiantes de Mérida, Hermanos Colmenárez, Zamora |
| Central | 3 | Academia Puerto Cabello, Aragua, Carabobo                             |
| Centro Occidental | 2 | Deportivo Lara, Portuguesa                                            |
| Guayana | 1 | Mineros de Guayana                                                    |
| Nor-Oriental | 1 | Monagas                                                               |
| Zuliana | 1 | Zulia                                                                 |

## Fase regular

### Clasificación
| Pos. | Equipo                  | Pts. | PJ | G  | E  | P  | GF | GC | Dif. | Clasificación                  |
| ---- | ----------------------- | ---- | -- | -- | -- | -- | -- | -- | ---- | ------------------------------ |
| 1    | Zamora                  | 55   | 30 | 14 | 13 | 3  | 44 | 24 | +20  | Fase Final y Copa Libertadores |
| 2    | Metropolitanos          | 53   | 30 | 15 | 8  | 7  | 44 | 29 | +15  | Fase Final y Copa Libertadores |
| 3    | Monagas                 | 48   | 30 | 13 | 9  | 8  | 46 | 33 | +13  | Fase Final y Copa Libertadores |
| 4    | Carabobo                | 46   | 30 | 11 | 13 | 6  | 36 | 22 | +14  | Fase Final y Copa Libertadores |
| 5    | Deportivo La Guaira     | 46   | 30 | 12 | 10 | 8  | 46 | 42 | +4   | Fase Final Sudamericana        |
| 6    | Deportivo Táchira       | 44   | 30 | 11 | 11 | 8  | 38 | 33 | +5   | Fase Final Sudamericana        |
| 7    | Academia Puerto Cabello | 41   | 30 | 11 | 8  | 11 | 38 | 41 | −3   | Fase Final Sudamericana        |
| 8    | Hermanos Colmenárez     | 40   | 30 | 11 | 7  | 12 | 40 | 39 | +1   | Fase Final Sudamericana        |
| 9    | Estudiantes de Mérida   | 39   | 30 | 9  | 12 | 9  | 39 | 38 | +1   | Fase Final Sudamericana        |
| 10   | Portuguesa              | 37   | 30 | 7  | 16 | 7  | 26 | 27 | −1   | Fase Final Sudamericana        |
| 11   | Caracas                 | 36   | 30 | 8  | 12 | 10 | 34 | 36 | −2   | Fase Final Sudamericana        |
| 12   | Deportivo Lara          | 36   | 30 | 9  | 9  | 12 | 32 | 36 | −4   | Fase Final Sudamericana        |
| 13   | Mineros de Guayana      | 34   | 30 | 8  | 10 | 12 | 43 | 54 | −11  |                                |
| 14   | Zulia                   | 32   | 30 | 8  | 8  | 14 | 29 | 43 | −14  |                                |
| 15   | Universidad Central     | 27   | 30 | 6  | 9  | 15 | 19 | 40 | −21  |                                |
| 16   | Aragua (D)              | 24   | 30 | 5  | 9  | 16 | 32 | 49 | −17  | Descenso a Segunda División    |

 Fuente: Soccerway

### Evolución
| Equipo / Fecha          | 01 | 02 | 03 | 04 | 05 | 06 | 07 | 08 | 09 | 10 | 11 | 12 | 13 | 14 | 15 | 16 | 17 | 18 | 19 | 20 | 21 | 22 | 23 | 24 | 25 | 26 | 27 | 28 | 29 | 30 |
| ----------------------- | -- | -- | -- | -- | -- | -- | -- | -- | -- | -- | -- | -- | -- | -- | -- | -- | -- | -- | -- | -- | -- | -- | -- | -- | -- | -- | -- | -- | -- | -- |
| Zamora                  | 7  | 4  | 6  | 4  | 5  | 4  | 4  | 6  | 7  | 4  | 6  | 3  | 3  | 3  | 3  | 2  | 3  | 3  | 2  | 2  | 1  | 2  | 1  | 1  | 1  | 1  | 1  | 1  | 1  | 1  |
| Metropolitanos          | 14 | 7  | 3  | 3  | 4  | 3  | 8  | 4  | 2  | 2  | 2  | 2  | 2  | 2  | 1  | 1  | 1  | 1  | 1  | 1  | 2  | 1  | 2  | 2  | 2  | 2  | 2  | 2  | 2  | 2  |
| Monagas                 | 1  | 2  | 4  | 5  | 3  | 5  | 3  | 1  | 1  | 1  | 1  | 1  | 1  | 1  | 2  | 3  | 2  | 2  | 3  | 3  | 3  | 3  | 3  | 3  | 3  | 3  | 3  | 3  | 3  | 3  |
| Carabobo                | 10 | 11 | 12 | 7  | 8  | 9  | 6  | 7  | 8  | 5  | 3  | 4  | 4  | 5  | 4  | 5  | 5  | 6  | 9  | 9  | 7  | 6  | 5  | 7  | 4  | 5  | 5  | 4  | 4  | 4  |
| Deportivo La Guaira     | 5  | 3  | 2  | 2  | 1  | 1  | 1  | 3  | 3  | 3  | 4  | 8  | 8  | 9  | 12 | 8  | 8  | 5  | 6  | 6  | 6  | 5  | 7  | 6  | 7  | 4  | 4  | 5  | 6  | 5  |
| Deportivo Táchira       | 2  | 1  | 1  | 1  | 2  | 2  | 2  | 2  | 5  | 6  | 7  | 6  | 5  | 4  | 5  | 4  | 4  | 4  | 4  | 4  | 4  | 4  | 4  | 5  | 6  | 6  | 6  | 6  | 5  | 6  |
| Academia Puerto Cabello | 8  | 10 | 9  | 9  | 13 | 13 | 15 | 15 | 14 | 13 | 12 | 11 | 12 | 14 | 15 | 15 | 14 | 12 | 11 | 11 | 9  | 8  | 6  | 4  | 5  | 7  | 8  | 7  | 7  | 7  |
| Hermanos Colmenárez     | 9  | 12 | 14 | 15 | 15 | 7  | 7  | 5  | 4  | 7  | 5  | 7  | 6  | 7  | 10 | 10 | 11 | 11 | 12 | 12 | 12 | 12 | 12 | 9  | 11 | 10 | 11 | 10 | 8  | 8  |
| Estudiantes de Mérida   | 12 | 15 | 15 | 12 | 6  | 6  | 5  | 8  | 9  | 11 | 11 | 13 | 11 | 10 | 7  | 6  | 6  | 7  | 5  | 7  | 8  | 9  | 9  | 10 | 9  | 8  | 7  | 8  | 9  | 9  |
| Portuguesa              | 6  | 13 | 8  | 8  | 9  | 10 | 13 | 10 | 10 | 10 | 10 | 10 | 10 | 6  | 6  | 7  | 7  | 8  | 7  | 8  | 10 | 10 | 11 | 12 | 12 | 11 | 10 | 11 | 11 | 10 |
| Caracas                 | 3  | 5  | 7  | 11 | 10 | 11 | 9  | 11 | 6  | 8  | 8  | 5  | 7  | 8  | 8  | 9  | 10 | 9  | 8  | 5  | 5  | 7  | 8  | 8  | 8  | 9  | 9  | 9  | 10 | 11 |
| Deportivo Lara          | 4  | 6  | 10 | 10 | 12 | 15 | 12 | 9  | 11 | 12 | 13 | 14 | 14 | 11 | 14 | 14 | 15 | 15 | 16 | 16 | 15 | 15 | 14 | 14 | 13 | 13 | 13 | 13 | 13 | 12 |
| Mineros de Guayana      | 16 | 8  | 5  | 6  | 11 | 12 | 10 | 12 | 13 | 9  | 9  | 12 | 13 | 15 | 13 | 13 | 12 | 13 | 14 | 13 | 13 | 13 | 13 | 13 | 14 | 14 | 14 | 14 | 14 | 13 |
| Zulia                   | 15 | 16 | 16 | 16 | 16 | 16 | 16 | 16 | 16 | 16 | 16 | 15 | 15 | 13 | 11 | 11 | 9  | 10 | 10 | 10 | 11 | 11 | 10 | 11 | 10 | 12 | 12 | 12 | 12 | 14 |
| Universidad Central     | 11 | 14 | 13 | 14 | 14 | 14 | 14 | 14 | 15 | 15 | 15 | 16 | 16 | 16 | 16 | 16 | 16 | 16 | 13 | 14 | 16 | 16 | 16 | 16 | 15 | 15 | 15 | 15 | 15 | 15 |
| Aragua                  | 13 | 9  | 11 | 13 | 7  | 8  | 11 | 13 | 12 | 14 | 14 | 9  | 9  | 12 | 9  | 12 | 13 | 14 | 15 | 15 | 14 | 14 | 15 | 15 | 16 | 16 | 16 | 16 | 16 | 16 |

## Resultados
- Los horarios corresponden al huso horario de Venezuela (UTC-4).

| Fecha 1                 | Fecha 1   | Fecha 1           | Fecha 1                 | Fecha 1       | Fecha 1 |
| Local                   | Resultado | Visitante         | Estadio                 | Fecha         | Hora    |
| ----------------------- | --------- | ----------------- | ----------------------- | ------------- | ------- |
| Deportivo La Guaira     | 1 - 0     | Metropolitanos    | Olímpico de la UCV      | 24 de febrero | 17:00   |
| Academia Puerto Cabello | 1 - 1     | Portuguesa        | La Bombonerita          | 24 de febrero | 19:15   |
| Universidad Central     | 0 - 0     | Carabobo          | Olímpico de la UCV      | 25 de febrero | 17:00   |
| Hermanos Colmenárez     | 1 - 1     | Zamora            | Agustín Tovar           | 25 de febrero | 19:15   |
| Mineros de Guayana      | 1 - 3     | Monagas           | CTE Cachamay            | 26 de febrero | 17:00   |
| Caracas                 | 1 - 0     | Aragua            | Olímpico de la UCV      | 26 de febrero | 19:15   |
| Estudiantes de Mérida   | 1 - 2     | Deportivo Táchira | Metropolitano de Mérida | 27 de febrero | 15:00   |
| Zulia                   | 0 - 1     | Deportivo Lara    | Lino Alonso             | 27 de febrero | 17:30   |

| Fecha 2             | Fecha 2   | Fecha 2                 | Fecha 2              | Fecha 2    | Fecha 2 |
| Local               | Resultado | Visitante               | Estadio              | Fecha      | Hora    |
| ------------------- | --------- | ----------------------- | -------------------- | ---------- | ------- |
| Metropolitanos      | 2 - 0     | Universidad Central     | Olímpico de la UCV   | 3 de marzo | 17:00   |
| Deportivo Lara      | 1 - 1     | Caracas                 | Farid Richa          | 3 de marzo | 19:15   |
| Aragua              | 1 - 0     | Hermanos Colmenárez     | Hermanos Ghersi Páez | 4 de marzo | 17:00   |
| Zamora              | 2 - 0     | Estudiantes de Mérida   | Agustín Tovar        | 4 de marzo | 19:15   |
| Deportivo Táchira   | 3 - 0     | Zulia                   | Agustín Tovar        | 5 de marzo | 17:00   |
| Carabobo            | 1 - 2     | Monagas                 | Misael Delgado       | 5 de marzo | 19:15   |
| Deportivo La Guaira | 2 - 1     | Academia Puerto Cabello | Olímpico de la UCV   | 6 de marzo | 15:00   |
| Portuguesa          | 0 - 2     | Mineros de Guayana      | José Antonio Páez    | 6 de marzo | 17:30   |

| Fecha 3                 | Fecha 3   | Fecha 3             | Fecha 3                 | Fecha 3     | Fecha 3 |
| Local                   | Resultado | Visitante           | Estadio                 | Fecha       | Hora    |
| ----------------------- | --------- | ------------------- | ----------------------- | ----------- | ------- |
| Mineros de Guayana      | 1 - 0     | Deportivo Lara      | Ricardo Tulio Maya      | 10 de marzo | 17:00   |
| Academia Puerto Cabello | 2 - 1     | Aragua              | La Bombonerita          | 10 de marzo | 19:15   |
| Estudiantes de Mérida   | 0 - 0     | Carabobo            | Metropolitano de Mérida | 11 de marzo | 15:00   |
| Zulia                   | 1 - 2     | Metropolitanos      | Lino Alonso             | 11 de marzo | 17:15   |
| Monagas                 | 2 - 4     | Portuguesa          | Monumental de Maturín   | 11 de marzo | 19:30   |
| Caracas                 | 1 - 1     | Zamora              | Olímpico de la UCV      | 12 de marzo | 18:00   |
| Universidad Central     | 0 - 0     | Deportivo La Guaira | Olímpico de la UCV      | 13 de marzo | 15:00   |
| Hermanos Colmenárez     | 1 - 2     | Deportivo Táchira   | Agustín Tovar           | 13 de marzo | 17:15   |

| Fecha 4             | Fecha 4   | Fecha 4                 | Fecha 4              | Fecha 4     | Fecha 4 |
| Local               | Resultado | Visitante               | Estadio              | Fecha       | Hora    |
| ------------------- | --------- | ----------------------- | -------------------- | ----------- | ------- |
| Carabobo            | 3 - 1     | Mineros de Guayana      | Misael Delgado       | 17 de marzo | 17:00   |
| Zamora              | 2 - 0     | Universidad Central     | Agustín Tovar        | 17 de marzo | 19:15   |
| Deportivo Táchira   | 1 - 1     | Academia Puerto Cabello | Agustín Tovar        | 18 de marzo | 17:00   |
| Aragua              | 0 - 1     | Estudiantes de Mérida   | Hermanos Ghersi Páez | 18 de marzo | 19:15   |
| Portuguesa          | 1 - 1     | Zulia                   | José Antonio Páez    | 19 de marzo | 17:00   |
| Deportivo La Guaira | 2 - 0     | Hermanos Colmenárez     | Olímpico de la UCV   | 19 de marzo | 19:15   |
| Metropolitanos      | 3 - 0     | Caracas                 | Olímpico de la UCV   | 20 de marzo | 15:00   |
| Deportivo Lara      | 0 - 0     | Monagas                 | Farid Richa          | 20 de marzo | 18:15   |

| Fecha 5               | Fecha 5   | Fecha 5                 | Fecha 5                 | Fecha 5     | Fecha 5 |
| Local                 | Resultado | Visitante               | Estadio                 | Fecha       | Hora    |
| --------------------- | --------- | ----------------------- | ----------------------- | ----------- | ------- |
| Zulia                 | 0 - 2     | Deportivo La Guaira     | Lino Alonso             | 24 de marzo | 17:00   |
| Carabobo              | 1 - 1     | Zamora                  | Misael Delgado          | 24 de marzo | 19:15   |
| Universidad Central   | 2 - 1     | Deportivo Táchira       | Olímpico de la UCV      | 25 de marzo | 15:00   |
| Hermanos Colmenárez   | 4 - 1     | Academia Puerto Cabello | Agustín Tovar           | 25 de marzo | 17:15   |
| Mineros de Guayana    | 0 - 3     | Aragua                  | Ricardo Tulio Maya      | 26 de marzo | 17:00   |
| Caracas               | 1 - 1     | Portuguesa              | Olímpico de la UCV      | 26 de marzo | 19:15   |
| Estudiantes de Mérida | 1 - 0     | Deportivo Lara          | Metropolitano de Mérida | 27 de marzo | 15:00   |
| Monagas               | 2 - 1     | Metropolitanos          | Monumental de Maturín   | 27 de marzo | 17:30   |

| Fecha 6                 | Fecha 6   | Fecha 6               | Fecha 6                       | Fecha 6     | Fecha 6 |
| Local                   | Resultado | Visitante             | Estadio                       | Fecha       | Hora    |
| ----------------------- | --------- | --------------------- | ----------------------------- | ----------- | ------- |
| Deportivo Táchira       | 2 - 0     | Deportivo Lara        | Polideportivo de Pueblo Nuevo | 31 de marzo | 17:15   |
| Academia Puerto Cabello | 0 - 0     | Caracas               | La Bombonerita                | 31 de marzo | 19:30   |
| Metropolitanos          | 0 - 0     | Carabobo              | Olímpico de la UCV            | 1 de abril  | 15:00   |
| Zamora                  | 1 - 1     | Mineros de Guayana    | Agustín Tovar                 | 1 de abril  | 17:15   |
| Deportivo La Guaira     | 1 - 1     | Estudiantes de Mérida | Olímpico de la UCV            | 1 de abril  | 19:30   |
| Aragua                  | 0 - 0     | Zulia                 | Hermanos Ghersi Páez          | 2 de abril  | 15:00   |
| Hermanos Colmenárez     | 2 - 0     | Monagas               | Agustín Tovar                 | 2 de abril  | 17:15   |
| Portuguesa              | 0 - 0     | Universidad Central   | José Antonio Páez             | 3 de abril  | 18:15   |

| Fecha 7               | Fecha 7   | Fecha 7                 | Fecha 7                 | Fecha 7     | Fecha 7 |
| Local                 | Resultado | Visitante               | Estadio                 | Fecha       | Hora    |
| --------------------- | --------- | ----------------------- | ----------------------- | ----------- | ------- |
| Zamora                | 1 - 1     | Aragua                  | Agustín Tovar           | 7 de abril  | 18:00   |
| Deportivo Lara        | 1 - 0     | Portuguesa              | Farid Richa             | 8 de abril  | 18:00   |
| Monagas               | 2 - 0     | Zulia                   | Monumental de Maturín   | 8 de abril  | 20:15   |
| Caracas               | 3 - 2     | Deportivo La Guaira     | Olímpico de la UCV      | 9 de abril  | 15:00   |
| Carabobo              | 3 - 1     | Deportivo Táchira       | Misael Delgado          | 9 de abril  | 17:15   |
| Mineros de Guayana    | 2 - 0     | Academia Puerto Cabello | CTE Cachamay            | 9 de abril  | 19:30   |
| Universidad Central   | 0 - 1     | Hermanos Colmenárez     | Olímpico de la UCV      | 10 de abril | 15:00   |
| Estudiantes de Mérida | 3 - 1     | Metropolitanos          | Metropolitano de Mérida | 10 de abril | 18:15   |

| Fecha 8                 | Fecha 8   | Fecha 8               | Fecha 8                       | Fecha 8     | Fecha 8 |
| Local                   | Resultado | Visitante             | Estadio                       | Fecha       | Hora    |
| ----------------------- | --------- | --------------------- | ----------------------------- | ----------- | ------- |
| Zulia                   | 2 - 2     | Universidad Central   | Lino Alonso                   | 14 de abril | 17:15   |
| Academia Puerto Cabello | 0 - 2     | Monagas               | La Bombonerita                | 14 de abril | 19:30   |
| Aragua                  | 1 - 1     | Carabobo              | Hermanos Ghersi Páez          | 15 de abril | 17:15   |
| Portuguesa              | 2 - 1     | Estudiantes de Mérida | José Antonio Páez             | 16 de abril | 17:15   |
| Deportivo La Guaira     | 2 - 3     | Deportivo Lara        | Olímpico de la UCV            | 16 de abril | 19:30   |
| Deportivo Táchira       | 1 - 1     | Zamora                | Polideportivo de Pueblo Nuevo | 17 de abril | 11:00   |
| Metropolitanos          | 5 - 0     | Mineros de Guayana    | Olímpico de la UCV            | 17 de abril | 15:00   |
| Hermanos Colmenárez     | 2 - 1     | Caracas               | Agustín Tovar                 | 17 de abril | 18:15   |

| Fecha 9               | Fecha 9   | Fecha 9                 | Fecha 9                 | Fecha 9     | Fecha 9 |
| Local                 | Resultado | Visitante               | Estadio                 | Fecha       | Hora    |
| --------------------- | --------- | ----------------------- | ----------------------- | ----------- | ------- |
| Carabobo              | 0 - 0     | Portuguesa              | Misael Delgado          | 21 de abril | 17:15   |
| Deportivo La Guaira   | 3 - 3     | Aragua                  | Olímpico de la UCV      | 21 de abril | 19:30   |
| Caracas               | 2 - 0     | Deportivo Táchira       | Olímpico de la UCV      | 22 de abril | 18:00   |
| Zamora                | 0 - 1     | Metropolitanos          | Agustín Tovar           | 22 de abril | 20:15   |
| Monagas               | 1 - 0     | Universidad Central     | Monumental de Maturín   | 23 de abril | 17:15   |
| Deportivo Lara        | 1 - 2     | Academia Puerto Cabello | Farid Richa             | 23 de abril | 19:30   |
| Mineros de Guayana    | 0 - 3     | Zulia                   | CTE Cachamay            | 24 de abril | 16:00   |
| Estudiantes de Mérida | 2 - 2     | Hermanos Colmenárez     | Metropolitano de Mérida | 24 de abril | 18:15   |

| Fecha 10                | Fecha 10  | Fecha 10              | Fecha 10                      | Fecha 10    | Fecha 10 |
| Local                   | Resultado | Visitante             | Estadio                       | Fecha       | Hora     |
| ----------------------- | --------- | --------------------- | ----------------------------- | ----------- | -------- |
| Zulia                   | 0 - 2     | Zamora                | Lino Alonso                   | 28 de abril | 17:15    |
| Aragua                  | 1 - 1     | Deportivo Lara        | Hermanos Ghersi Páez          | 28 de abril | 19:30    |
| Deportivo Táchira       | 3 - 3     | Deportivo La Guaira   | Polideportivo de Pueblo Nuevo | 29 de abril | 17:15    |
| Academia Puerto Cabello | 1 - 0     | Estudiantes de Mérida | La Bombonerita                | 29 de abril | 19:30    |
| Caracas                 | 2 - 2     | Monagas               | Olímpico de la UCV            | 30 de abril | 17:15    |
| Hermanos Colmenárez     | 2 - 3     | Carabobo              | Agustín Tovar                 | 30 de abril | 19:30    |
| Universidad Central     | 0 - 2     | Mineros de Guayana    | Olímpico de la UCV            | 1 de mayo   | 15:00    |
| Portuguesa              | 0 - 0     | Metropolitanos        | José Antonio Páez             | 1 de mayo   | 18:15    |

| Fecha 11              | Fecha 11  | Fecha 11                | Fecha 11                | Fecha 11  | Fecha 11 |
| Local                 | Resultado | Visitante               | Estadio                 | Fecha     | Hora     |
| --------------------- | --------- | ----------------------- | ----------------------- | --------- | -------- |
| Deportivo Lara        | 0 - 1     | Hermanos Colmenárez     | Farid Richa             | 5 de mayo | 17:15    |
| Zamora                | 0 - 0     | Portuguesa              | Agustín Tovar           | 5 de mayo | 19:30    |
| Monagas               | 3 - 1     | Aragua                  | Monumental de Maturín   | 6 de mayo | 17:15    |
| Carabobo              | 1 - 0     | Zulia                   | Misael Delgado          | 6 de mayo | 19:30    |
| Metropolitanos        | 1 - 1     | Deportivo Táchira       | Olímpico de la UCV      | 7 de mayo | 15:00    |
| Mineros de Guayana    | 3 - 3     | Deportivo La Guaira     | CTE Cachamay            | 7 de mayo | 17:15    |
| Estudiantes de Mérida | 0 - 0     | Caracas                 | Metropolitano de Mérida | 7 de mayo | 19:30    |
| Universidad Central   | 2 - 2     | Academia Puerto Cabello | Olímpico de la UCV      | 8 de mayo | 15:00    |

| Fecha 12                | Fecha 12  | Fecha 12              | Fecha 12                      | Fecha 12   | Fecha 12 |
| Local                   | Resultado | Visitante             | Estadio                       | Fecha      | Hora     |
| ----------------------- | --------- | --------------------- | ----------------------------- | ---------- | -------- |
| Aragua                  | 1 - 0     | Universidad Central   | Hermanos Ghersi Páez          | 12 de mayo | 17:15    |
| Deportivo Lara          | 0 - 2     | Zamora                | Farid Richa                   | 12 de mayo | 19:30    |
| Caracas                 | 1 - 0     | Mineros de Guayana    | Olímpico de la UCV            | 13 de mayo | 17:15    |
| Deportivo Táchira       | 2 - 2     | Portuguesa            | Polideportivo de Pueblo Nuevo | 13 de mayo | 19:30    |
| Hermanos Colmenárez     | 1 - 2     | Metropolitanos        | Agustín Tovar                 | 14 de mayo | 17:15    |
| Academia Puerto Cabello | 1 - 1     | Carabobo              | La Bombonerita                | 14 de mayo | 19:30    |
| Deportivo La Guaira     | 1 - 5     | Monagas               | Olímpico de la UCV            | 15 de mayo | 15:00    |
| Zulia                   | 3 - 2     | Estudiantes de Mérida | Lino Alonso                   | 15 de mayo | 17:15    |

| Fecha 13            | Fecha 13  | Fecha 13                | Fecha 13              | Fecha 13   | Fecha 13 |
| Local               | Resultado | Visitante               | Estadio               | Fecha      | Hora     |
| ------------------- | --------- | ----------------------- | --------------------- | ---------- | -------- |
| Portuguesa          | 1 - 1     | Hermanos Colmenárez     | José Antonio Páez     | 19 de mayo | 18:15    |
| Zamora              | 1 - 0     | Academia Puerto Cabello | Agustín Tovar         | 20 de mayo | 17:15    |
| Monagas             | 2 - 2     | Estudiantes de Mérida   | Monumental de Maturín | 20 de mayo | 19:30    |
| Universidad Central | 0 - 0     | Deportivo Lara          | Olímpico de la UCV    | 21 de mayo | 15:00    |
| Zulia               | 1 - 0     | Caracas                 | Lino Alonso           | 21 de mayo | 17:15    |
| Mineros de Guayana  | 1 - 2     | Deportivo Táchira       | CTE Cachamay          | 21 de mayo | 19:30    |
| Metropolitanos      | 1 - 1     | Aragua                  | Olímpico de la UCV    | 22 de mayo | 15:00    |
| Carabobo            | 2 - 0     | Deportivo La Guaira     | Misael Delgado        | 22 de mayo | 17:15    |

| Fecha 14                | Fecha 14  | Fecha 14            | Fecha 14                      | Fecha 14   | Fecha 14 |
| Local                   | Resultado | Visitante           | Estadio                       | Fecha      | Hora     |
| ----------------------- | --------- | ------------------- | ----------------------------- | ---------- | -------- |
| Hermanos Colmenárez     | 0 - 2     | Zulia               | Agustín Tovar                 | 26 de mayo | 17:15    |
| Deporitvo Lara          | 1 - 0     | Carabobo            | Farid Richa                   | 26 de mayo | 19:30    |
| Aragua                  | 0 - 1     | Portuguesa          | Hermanos Ghersi Páez          | 27 de mayo | 17:15    |
| Estudiantes de Mérida   | 2 - 0     | Mineros de Guayana  | Metropolitano de Mérida       | 27 de mayo | 19:30    |
| Deportivo La Guaira     | 1 - 1     | Zamora              | Olímpico de la UCV            | 28 de mayo | 17:15    |
| Deportivo Táchira       | 4 - 2     | Monagas             | Polideportivo de Pueblo Nuevo | 28 de mayo | 19:30    |
| Caracas                 | 1 - 2     | Universidad Central | Olímpico de la UCV            | 29 de mayo | 15:00    |
| Academia Puerto Cabello | 0 - 2     | Metropolitanos      | La Bombonerita                | 29 de mayo | 18:15    |

| Fecha 15            | Fecha 15  | Fecha 15                | Fecha 15              | Fecha 15   | Fecha 15 |
| Local               | Resultado | Visitante               | Estadio               | Fecha      | Hora     |
| ------------------- | --------- | ----------------------- | --------------------- | ---------- | -------- |
| Monagas             | 0 - 1     | Zamora                  | Monumental de Maturín | 2 de junio | 17:15    |
| Portuguesa          | 1 - 0     | Deportivo La Guaira     | José Antonio Páez     | 2 de junio | 19:30    |
| Mineros de Guayana  | 3 - 1     | Hermanos Colmenárez     | CTE Cachamay          | 3 de junio | 17:15    |
| Carabobo            | 0 - 0     | Caracas                 | Misael Delgado        | 3 de junio | 19:30    |
| Zulia               | 4 - 1     | Academia Puerto Cabello | Lino Alonso           | 4 de junio | 17:15    |
| Universidad Central | 1 - 2     | Estudiantes de Mérida   | Olímpico de la UCV    | 4 de junio | 19:30    |
| Metropolitanos      | 3 - 1     | Deportivo Lara          | Olímpico de la UCV    | 5 de junio | 17:15    |
| Aragua              | 1 - 0     | Deportivo Táchira       | Hermanos Ghersi Páez  | 5 de junio | 19:30    |

| Fecha 16                | Fecha 16  | Fecha 16            | Fecha 16                      | Fecha 16    | Fecha 16 |
| Local                   | Resultado | Visitante           | Estadio                       | Fecha       | Hora     |
| ----------------------- | --------- | ------------------- | ----------------------------- | ----------- | -------- |
| Deportivo Lara          | 1 - 2     | Metropolitanos      | Farid Richa                   | 9 de junio  | 17:00    |
| Deportivo Táchira       | 2 - 0     | Aragua              | Polideportivo de Pueblo Nuevo | 9 de junio  | 19:15    |
| Estudiantes de Mérida   | 3 - 0     | Universidad Central | Metropolitano de Mérida       | 10 de junio | 17:00    |
| Academia Puerto Cabello | 2 - 2     | Zulia               | La Bombonerita                | 10 de junio | 19:15    |
| Deportivo La Guaira     | 2 - 1     | Portuguesa          | Olímpico de la UCV            | 11 de junio | 17:00    |
| Zamora                  | 2 - 0     | Monagas             | Agustín Tovar                 | 11 de junio | 19:15    |
| Caracas                 | 0 - 0     | Carabobo            | Olímpico de la UCV            | 12 de junio | 17:00    |
| Hermanos Colmenárez     | 1 - 1     | Mineros de Guayana  | Agustín Tovar                 | 12 de junio | 19:15    |

| Fecha 17            | Fecha 17  | Fecha 17                | Fecha 17              | Fecha 17    | Fecha 17 |
| Local               | Resultado | Visitante               | Estadio               | Fecha       | Hora     |
| ------------------- | --------- | ----------------------- | --------------------- | ----------- | -------- |
| Portuguesa          | 1 - 0     | Aragua                  | José Antonio Páez     | 16 de junio | 17:00    |
| Zamora              | 2 - 3     | Deportivo La Guaira     | Agustín Tovar         | 16 de junio | 19:15    |
| Zulia               | 2 - 1     | Hermanos Colmenárez     | Lino Alonso           | 17 de junio | 17:00    |
| Carabobo            | 2 - 2     | Deportivo Lara          | Misael Delgado        | 17 de junio | 19:15    |
| Universidad Central | 1 - 0     | Caracas                 | Olímpico de la UCV    | 18 de junio | 17:00    |
| Monagas             | 3 - 0     | Deportivo Táchira       | Monumental de Maturín | 18 de junio | 19:15    |
| Metropolitanos      | 0 - 2     | Academia Puerto Cabello | Olímpico de la UCV    | 19 de junio | 17:00    |
| Mineros de Guayana  | 1 - 1     | Estudiantes de Mérida   | CTE Cachamay          | 19 de junio | 19:15    |

| Fecha 18                | Fecha 18  | Fecha 18            | Fecha 18                      | Fecha 18    | Fecha 18 |
| Local                   | Resultado | Visitante           | Estadio                       | Fecha       | Hora     |
| ----------------------- | --------- | ------------------- | ----------------------------- | ----------- | -------- |
| Aragua                  | 2 - 3     | Metropolitanos      | Hermanos Ghersi Páez          | 30 de junio | 16:30    |
| Hermanos Colmenárez     | 0 - 0     | Portuguesa          | Agustín Tovar                 | 30 de junio | 19:15    |
| Deportivo Lara          | 0 - 0     | Universidad Central | Farid Richa                   | 1 de julio  | 17:00    |
| Estudiantes de Mérida   | 1 - 1     | Monagas             | Metropolitano de Mérida       | 1 de julio  | 19:15    |
| Deportivo Táchira       | 1 - 0     | Mineros de Guayana  | Polideportivo de Pueblo Nuevo | 2 de julio  | 17:00    |
| Caracas                 | 3 - 1     | Zulia               | Olímpico de la UCV            | 2 de julio  | 19:15    |
| Deportivo La Guaira     | 3 - 2     | Carabobo            | Olímpico de la UCV            | 3 de julio  | 17:00    |
| Academia Puerto Cabello | 0 - 0     | Zamora              | La Bombonerita                | 3 de julio  | 19:15    |

| Fecha 19              | Fecha 19  | Fecha 19                | Fecha 19                | Fecha 19    | Fecha 19 |
| Local                 | Resultado | Visitante               | Estadio                 | Fecha       | Hora     |
| --------------------- | --------- | ----------------------- | ----------------------- | ----------- | -------- |
| Universidad Central   | 2 - 1     | Aragua                  | Olímpico de la UCV      | 7 de julio  | 17:00    |
| Mineros de Guayana    | 1 - 2     | Caracas                 | CTE Cachamay            | 7 de julio  | 19:15    |
| Monagas               | 2 - 2     | Deportivo La Guaira     | Monumental de Maturín   | 8 de julio  | 17:00    |
| Carabobo              | 0 - 1     | Academia Puerto Cabello | Misael Delgado          | 8 de julio  | 19:15    |
| Metropolitanos        | 2 - 1     | Hermanos Colmenárez     | Olímpico de la UCV      | 9 de julio  | 17:00    |
| Zamora                | 2 - 0     | Deportivo Lara          | Agustín Tovar           | 9 de julio  | 19:15    |
| Estudiantes de Mérida | 2 - 0     | Zulia                   | Metropolitano de Mérida | 10 de julio | 17:00    |
| Portuguesa            | 0 - 0     | Deportivo Táchira       | José Antonio Páez       | 10 de julio | 19:15    |

| Fecha 20                | Fecha 20  | Fecha 20              | Fecha 20                      | Fecha 20    | Fecha 20 |
| Local                   | Resultado | Visitante             | Estadio                       | Fecha       | Hora     |
| ----------------------- | --------- | --------------------- | ----------------------------- | ----------- | -------- |
| Hermanos Colmenárez     | 3 - 1     | Deportivo Lara        | Agustín Tovar                 | 14 de julio | 17:00    |
| Aragua                  | 2 - 4     | Monagas               | Hermanos Ghersi Páez          | 14 de julio | 19:15    |
| Deportivo La Guaira     | 1 - 1     | Mineros de Guayana    | Olímpico de la UCV            | 15 de julio | 17:00    |
| Deportivo Táchira       | 3 - 0     | Metropolitanos        | Polideportivo de Pueblo Nuevo | 15 de julio | 19:15    |
| Caracas                 | 3 - 1     | Estudiantes de Mérida | Olímpico de la UCV            | 16 de julio | 17:00    |
| Academia Puerto Cabello | 3 - 0     | Universidad Central   | La Bombonerita                | 16 de julio | 19:15    |
| Zulia                   | 2 - 0     | Carabobo              | Lino Alonso                   | 17 de julio | 17:00    |
| Portuguesa              | 2 - 3     | Zamora                | José Antonio Páez             | 17 de julio | 19:30    |

| Fecha 21              | Fecha 21  | Fecha 21                | Fecha 21                | Fecha 21    | Fecha 21 |
| Local                 | Resultado | Visitante               | Estadio                 | Fecha       | Hora     |
| --------------------- | --------- | ----------------------- | ----------------------- | ----------- | -------- |
| Mineros de Guayana    | 3 - 1     | Universidad Central     | CTE Cachamay            | 21 de julio | 17:00    |
| Carabobo              | 1 - 0     | Hermanos Colmenárez     | Misael Delgado          | 21 de julio | 19:15    |
| Monagas               | 0 - 0     | Caracas                 | Monumental de Maturín   | 22 de julio | 17:00    |
| Deportivo La Guaira   | 0 - 0     | Deportivo Táchira       | Olímpico de la UCV      | 22 de julio | 19:15    |
| Estudiantes de Mérida | 1 - 3     | Academia Puerto Cabello | Metropolitano de Mérida | 23 de julio | 17:00    |
| Metropolitanos        | 0 - 0     | Portuguesa              | Olímpico de la UCV      | 23 de julio | 19:15    |
| Deportivo Lara        | 2 - 2     | Aragua                  | Farid Richa             | 24 de julio | 17:00    |
| Zamora                | 5 - 1     | Zulia                   | Agustín Tovar           | 24 de julio | 19:15    |

| Fecha 22                | Fecha 22  | Fecha 22              | Fecha 22                      | Fecha 22    | Fecha 22 |
| Local                   | Resultado | Visitante             | Estadio                       | Fecha       | Hora     |
| ----------------------- | --------- | --------------------- | ----------------------------- | ----------- | -------- |
| Hermanos Colmenárez     | 1 - 1     | Estudiantes de Mérida | Agustín Tovar                 | 28 de julio | 17:00    |
| Universidad Central     | 0 - 2     | Monagas               | Olímpico de la UCV            | 28 de julio | 19:15    |
| Zulia                   | 1 - 1     | Mineros de Guayana    | Lino Alonso                   | 29 de julio | 17:00    |
| Deportivo Táchira       | 0 - 0     | Caracas               | Polideportivo de Pueblo Nuevo | 29 de julio | 19:15    |
| Metropolitanos          | 2 - 0     | Zamora                | Olímpico de la UCV            | 30 de julio | 17:00    |
| Academia Puerto Cabello | 3 - 2     | Deportivo Lara        | La Bombonerita                | 30 de julio | 19:15    |
| Portuguesa              | 0 - 1     | Carabobo              | José Antonio Páez             | 31 de julio | 17:00    |
| Aragua                  | 0 - 2     | Deportivo La Guaira   | Hermanos Ghersi Páez          | 31 de julio | 19:15    |

| Fecha 23              | Fecha 23  | Fecha 23                | Fecha 23                | Fecha 23    | Fecha 23 |
| Local                 | Resultado | Visitante               | Estadio                 | Fecha       | Hora     |
| --------------------- | --------- | ----------------------- | ----------------------- | ----------- | -------- |
| Carabobo              | 5 - 1     | Aragua                  | Misael Delgado          | 4 de agosto | 17:00    |
| Deportivo Lara        | 2 - 0     | Deportivo La Guaira     | Farid Richa             | 4 de agosto | 19:15    |
| Monagas               | 0 - 1     | Academia Puerto Cabello | Monumental de Maturín   | 5 de agosto | 17:00    |
| Zamora                | 2 - 0     | Deportivo Táchira       | Agustín Tovar           | 5 de agosto | 19:15    |
| Mineros de Guayana    | 2 - 2     | Metropolitanos          | CTE Cachamay            | 6 de agosto | 17:00    |
| Caracas               | 1 - 2     | Hermanos Colmenárez     | Olímpico de la UCV      | 6 de agosto | 19:15    |
| Universidad Central   | 0 - 1     | Zulia                   | Olímpico de la UCV      | 7 de agosto | 17:00    |
| Estudiantes de Mérida | 1 - 1     | Portuguesa              | Metropolitano de Mérida | 7 de agosto | 19:30    |

| Fecha 24                | Fecha 24  | Fecha 24              | Fecha 24                      | Fecha 24     | Fecha 24 |
| Local                   | Resultado | Visitante             | Estadio                       | Fecha        | Hora     |
| ----------------------- | --------- | --------------------- | ----------------------------- | ------------ | -------- |
| Zulia                   | 0 - 0     | Monagas               | Lino Alonso                   | 11 de agosto | 17:00    |
| Aragua                  | 0 - 1     | Zamora                | Hermanos Ghersi Páez          | 11 de agosto | 19:15    |
| Portuguesa              | 0 - 0     | Deportivo Lara        | José Antonio Páez             | 12 de agosto | 17:00    |
| Metropolitanos          | 2 - 0     | Estudiantes de Mérida | Olímpico de la UCV            | 12 de agosto | 19:15    |
| Deportivo La Guaira     | 2 - 0     | Caracas               | Olímpico de la UCV            | 13 de agosto | 17:00    |
| Academia Puerto Cabello | 4 - 2     | Mineros de Guayana    | La Bombonerita                | 13 de agosto | 19:15    |
| Hermanos Colmenárez     | 2 - 0     | Universidad Central   | Agustín Tovar                 | 14 de agosto | 17:00    |
| Deportivo Táchira       | 0 - 0     | Carabobo              | Polideportivo de Pueblo Nuevo | 14 de agosto | 19:15    |

| Fecha 25              | Fecha 25  | Fecha 25                | Fecha 25                | Fecha 25     | Fecha 25 |
| Local                 | Resultado | Visitante               | Estadio                 | Fecha        | Hora     |
| --------------------- | --------- | ----------------------- | ----------------------- | ------------ | -------- |
| Zulia                 | 0 - 0     | Aragua                  | Lino Alonso             | 18 de agosto | 17:00    |
| Mineros de Guayana    | 2 - 2     | Zamora                  | CTE Cachamay            | 18 de agosto | 19:15    |
| Monagas               | 3 - 1     | Hermanos Colmenárez     | Monumental de Maturín   | 19 de agosto | 17:00    |
| Deportivo Lara        | 2 - 0     | Deportivo Táchira       | Farid Richa             | 19 de agosto | 19:15    |
| Universidad Central   | 2 - 0     | Portuguesa              | Olímpico de la UCV      | 20 de agosto | 17:00    |
| Carabobo              | 2 - 0     | Metropolitanos          | Misael Delgado          | 20 de agosto | 19:15    |
| Caracas               | 3 - 1     | Academia Puerto Cabello | Olímpico de la UCV      | 21 de agosto | 17:00    |
| Estudiantes de Mérida | 2 - 1     | Deportivo La Guaira     | Metropolitano de Mérida | 21 de agosto | 19:15    |

| Fecha 26                | Fecha 26  | Fecha 26              | Fecha 26                      | Fecha 26     | Fecha 26 |
| Local                   | Resultado | Visitante             | Estadio                       | Fecha        | Hora     |
| ----------------------- | --------- | --------------------- | ----------------------------- | ------------ | -------- |
| Deportivo La Guaira     | 2 - 1     | Zulia                 | Olímpico de la UCV            | 25 de agosto | 17:00    |
| Zamora                  | 1 - 0     | Carabobo              | Agustín Tovar                 | 25 de agosto | 19:15    |
| Deportivo Lara          | 2 - 2     | Estudiantes de Mérida | Farid Richa                   | 26 de agosto | 17:00    |
| Academia Puerto Cabello | 1 - 2     | Hermanos Colmenárez   | La Bombonerita                | 26 de agosto | 19:15    |
| Metropolitanos          | 0 - 0     | Monagas               | Olímpico de la UCV            | 27 de agosto | 17:00    |
| Portuguesa              | 2 - 1     | Caracas               | José Antonio Páez             | 27 de agosto | 19:15    |
| Aragua                  | 3 - 3     | Mineros de Guayana    | Hermanos Ghersi Páez          | 28 de agosto | 17:00    |
| Deportivo Táchira       | 0 - 0     | Universidad Central   | Polideportivo de Pueblo Nuevo | 28 de agosto | 19:30    |

| Fecha 27                | Fecha 27  | Fecha 27            | Fecha 27                | Fecha 27        | Fecha 27 |
| Local                   | Resultado | Visitante           | Estadio                 | Fecha           | Hora     |
| ----------------------- | --------- | ------------------- | ----------------------- | --------------- | -------- |
| Universidad Central     | 1 - 1     | Zamora              | Olímpico de la UCV      | 1 de septiembre | 17:00    |
| Hermanos Colmenárez     | 0 - 2     | Deportivo La Guaira | Agustín Tovar           | 1 de septiembre | 19:15    |
| Zulia                   | 0 - 0     | Portuguesa          | Lino Alonso             | 2 de septiembre | 17:00    |
| Academia Puerto Cabello | 1 - 2     | Deportivo Táchira   | La Bombonerita          | 2 de septiembre | 19:15    |
| Monagas                 | 0 - 1     | Deportivo Lara      | Monumental de Maturín   | 3 de septiembre | 17:00    |
| Caracas                 | 1 - 1     | Metropolitanos      | Olímpico de la UCV      | 3 de septiembre | 19:15    |
| Mineros de Guayana      | 2 - 3     | Carabobo            | CTE Cachamay            | 4 de septiembre | 17:00    |
| Estudiantes de Mérida   | 2 - 1     | Aragua              | Metropolitano de Mérida | 4 de septiembre | 19:15    |

| Fecha 28            | Fecha 28  | Fecha 28                | Fecha 28                      | Fecha 28         | Fecha 28 |
| Local               | Resultado | Visitante               | Estadio                       | Fecha            | Hora     |
| ------------------- | --------- | ----------------------- | ----------------------------- | ---------------- | -------- |
| Metropolitanos      | 2 - 0     | Zulia                   | Olímpico de la UCV            | 8 de septiembre  | 17:00    |
| Carabobo            | 0 - 0     | Estudiantes de Mérida   | Misael Delgado                | 8 de septiembre  | 19:15    |
| Aragua              | 0 - 1     | Academia Puerto Cabello | Hermanos Ghersi Páez          | 9 de septiembre  | 17:00    |
| Deportivo Lara      | 2 - 3     | Mineros de Guayana      | Farid Richa                   | 9 de septiembre  | 19:15    |
| Deportivo Táchira   | 0 - 1     | Hermanos Colmenárez     | Polideportivo de Pueblo Nuevo | 10 de septiembre | 15:00    |
| Portuguesa          | 1 - 2     | Monagas                 | José Antonio Páez             | 10 de septiembre | 17:00    |
| Zamora              | 3 - 3     | Caracas                 | Agustín Tovar                 | 10 de septiembre | 19:15    |
| Deportivo La Guaira | 0 - 1     | Universidad Central     | Olímpico de la UCV            | 11 de septiembre | 19:15    |

| Fecha 29                | Fecha 29  | Fecha 29            | Fecha 29                | Fecha 29         | Fecha 29 |
| Local                   | Resultado | Visitante           | Estadio                 | Fecha            | Hora     |
| ----------------------- | --------- | ------------------- | ----------------------- | ---------------- | -------- |
| Caracas                 | 1 - 2     | Deportivo Lara      | Olímpico de la UCV      | 13 de septiembre | 19:00    |
| Zulia                   | 1 - 3     | Deportivo Táchira   | Lino Alonso             | 14 de septiembre | 17:00    |
| Universidad Central     | 2 - 3     | Metropolitanos      | Olímpico de la UCV      | 14 de septiembre | 17:00    |
| Monagas                 | 0 - 0     | Carabobo            | Monumental de Maturín   | 14 de septiembre | 17:00    |
| Mineros de Guayana      | 2 - 2     | Portuguesa          | CTE Cachamay            | 14 de septiembre | 17:00    |
| Hermanos Colmenárez     | 4 - 1     | Aragua              | Agustín Tovar           | 14 de septiembre | 17:00    |
| Estudiantes de Mérida   | 1 - 2     | Zamora              | Metropolitano de Mérida | 14 de septiembre | 17:00    |
| Academia Puerto Cabello | 1 - 1     | Deportivo La Guaira | La Bombonerita          | 14 de septiembre | 17:00    |

| Fecha 30          | Fecha 30  | Fecha 30                | Fecha 30                      | Fecha 30         | Fecha 30 |
| Local             | Resultado | Visitante               | Estadio                       | Fecha            | Hora     |
| ----------------- | --------- | ----------------------- | ----------------------------- | ---------------- | -------- |
| Deportivo Lara    | 3 - 0     | Zulia                   | Farid Richa                   | 18 de septiembre | 18:00    |
| Zamora            | 1 - 1     | Hermanos Colmenárez     | Agustín Tovar                 | 18 de septiembre | 18:00    |
| Portuguesa        | 2 - 1     | Academia Puerto Cabello | José Antonio Páez             | 18 de septiembre | 18:00    |
| Monagas           | 1 - 2     | Mineros de Guayana      | Monumental de Maturín         | 18 de septiembre | 18:00    |
| Metropolitanos    | 1 - 2     | Deportivo La Guaira     | Olímpico de la UCV            | 18 de septiembre | 18:00    |
| Deportivo Táchira | 2 - 2     | Estudiantes de Mérida   | Polideportivo de Pueblo Nuevo | 18 de septiembre | 18:00    |
| Carabobo          | 4 - 0     | Universidad Central     | Misael Delgado                | 18 de septiembre | 18:00    |
| Aragua            | 4 - 2     | Caracas                 | Hermanos Ghersi Páez          | 18 de septiembre | 18:00    |

## Fase Final

### Fase Final Libertadores

#### Clasificación
| Pos. | Equipo         | Pts. | PJ | G | E | P | GF | GC | Dif. | Clasificación                                        |
| ---- | -------------- | ---- | -- | - | - | - | -- | -- | ---- | ---------------------------------------------------- |
| 1    | Metropolitanos | 9    | 6  | 2 | 3 | 1 | 3  | 2  | +1   | Final absoluta y Fase de grupos de Copa Libertadores |
| 2    | Monagas        | 8    | 6  | 2 | 2 | 2 | 8  | 8  | 0    | Final absoluta y Fase de grupos de Copa Libertadores |
| 3    | Carabobo       | 7    | 6  | 2 | 1 | 3 | 8  | 8  | 0    | Fase 2 de la Copa Libertadores                       |
| 4    | Zamora         | 7    | 6  | 1 | 4 | 1 | 5  | 6  | −1   | Fase 1 de la Copa Libertadores                       |

 Fuente: Liga FUTVE

#### Evolución de la clasificación
| Equipo / Fecha | 1 | 2 | 3 | 4 | 5 | 6 |
| -------------- | - | - | - | - | - | - |
| Metropolitanos | 1 | 1 | 1 | 1 | 1 | 1 |
| Monagas        | 4 | 3 | 4 | 3 | 3 | 2 |
| Carabobo       | 3 | 4 | 3 | 4 | 4 | 3 |
| Zamora         | 2 | 2 | 2 | 2 | 2 | 4 |

#### Resultados
- Los horarios corresponden al huso horario de Venezuela (UTC-4).

| Monagas  | 0 - 2 | Metropolitanos | Monumental de Maturín | 1 de octubre | 17:00 |
| Carabobo | 0 - 2 | Zamora         | Misael Delgado        | 1 de octubre | 19:15 |

| Metropolitanos | 1 - 0 | Carabobo | Olímpico de la UCV | 5 de octubre | 17:00 |
| Zamora         | 1 - 1 | Monagas  | Agustín Tovar      | 5 de octubre | 19:15 |

| Metropolitanos | 0 - 0 | Zamora  | Olímpico de la UCV | 8 de octubre | 17:00 |
| Carabobo       | 3 - 2 | Monagas | Misael Delgado     | 8 de octubre | 19:15 |

| Monagas | 2 - 1 | Carabobo       | Monumental de Maturín | 15 de octubre | 17:00 |
| Zamora  | 0 - 0 | Metropolitanos | Agustín Tovar         | 15 de octubre | 19:15 |

| Carabobo | 0 - 0 | Metropolitanos | Misael Delgado        | 19 de octubre | 18:00 |
| Monagas  | 1 - 1 | Zamora         | Monumental de Maturín | 19 de octubre | 18:00 |

| Metropolitanos | 0 - 2 | Monagas  | Olímpico de la UCV | 22 de octubre | 18:00 |
| Zamora         | 1 - 4 | Carabobo | Agustín Tovar      | 22 de octubre | 18:00 |

### Fase Final Sudamericana A

#### Clasificación
| Pos. | Equipo                | Pts. | PJ | G | E | P | GF | GC | Dif. | Clasificación                     |
| ---- | --------------------- | ---- | -- | - | - | - | -- | -- | ---- | --------------------------------- |
| 1    | Estudiantes de Mérida | 11   | 6  | 3 | 2 | 1 | 12 | 8  | +4   | Clasifican a la Copa Sudamericana |
| 2    | Caracas               | 11   | 6  | 3 | 2 | 1 | 7  | 4  | +3   | Clasifican a la Copa Sudamericana |
| 3    | Hermanos Colmenárez   | 5    | 6  | 1 | 2 | 3 | 8  | 9  | −1   |                                   |
| 4    | Deportivo La Guaira   | 5    | 6  | 1 | 2 | 3 | 3  | 9  | −6   |                                   |

 Fuente: Liga FUTVE

#### Evolución de la clasificación
| Equipo / Fecha        | 1 | 2 | 3 | 4 | 5 | 6 |
| --------------------- | - | - | - | - | - | - |
| Estudiantes de Mérida | 2 | 2 | 1 | 1 | 2 | 1 |
| Caracas               | 1 | 1 | 3 | 3 | 1 | 2 |
| Hermanos Colmenaréz   | 3 | 4 | 2 | 2 | 3 | 3 |
| Deportivo La Guaira   | 4 | 3 | 4 | 4 | 4 | 4 |

#### Resultados
- Los horarios corresponden al huso horario de Venezuela (UTC-4).

| Caracas               | 2 - 0 | Deportivo La Guaira | Olímpico de la UCV      | 30 de septiembre | 17:00 |
| Estudiantes de Mérida | 3 - 2 | Hermanos Colmenárez | Metropolitano de Mérida | 30 de septiembre | 19:15 |

| Deportivo La Guaira | 1 - 0 | Estudiantes de Mérida | Olímpico de la UCV | 4 de octubre | 17:00 |
| Hermanos Colmenárez | 0 - 0 | Caracas               | Agustín Tovar      | 4 de octubre | 19:15 |

| Caracas             | 1 - 2 | Estudiantes de Mérida | Olímpico de la UCV | 7 de octubre | 17:00 |
| Hermanos Colmenárez | 4 - 0 | Deportivo La Guaira   | Agustín Tovar      | 7 de octubre | 19:15 |

| Estudiantes de Mérida | 1 - 1 | Caracas             | Metropolitano de Mérida | 14 de octubre | 17:00 |
| Deportivo La Guaira   | 0 - 0 | Hermanos Colmenárez | Olímpico de la UCV      | 14 de octubre | 19:15 |

| Caracas               | 1 - 0 | Hermanos Colmenárez | Olímpico de la UCV      | 18 de octubre | 18:00 |
| Estudiantes de Mérida | 1 - 1 | Deportivo La Guaira | Metropolitano de Mérida | 18 de octubre | 18:00 |

| Deportivo La Guaira | 1 - 2 | Caracas               | Olímpico de la UCV | 21 de octubre | 18:00 |
| Hermanos Colmenárez | 2 - 5 | Estudiantes de Mérida | Agustín Tovar      | 21 de octubre | 18:00 |

### Fase Final Sudamericana B

#### Clasificación
| Pos. | Equipo                  | Pts. | PJ | G | E | P | GF | GC | Dif. | Clasificación                     |
| ---- | ----------------------- | ---- | -- | - | - | - | -- | -- | ---- | --------------------------------- |
| 1    | Deportivo Táchira       | 11   | 6  | 3 | 2 | 1 | 4  | 2  | +2   | Clasifican a la Copa Sudamericana |
| 2    | Academia Puerto Cabello | 10   | 6  | 3 | 1 | 2 | 7  | 5  | +2   | Clasifican a la Copa Sudamericana |
| 3    | Deportivo Lara          | 9    | 6  | 3 | 0 | 3 | 4  | 6  | −2   |                                   |
| 4    | Portuguesa              | 4    | 6  | 1 | 1 | 4 | 3  | 5  | −2   |                                   |

 Fuente: Liga FUTVE

#### Evolución de la clasificación
| Equipo / Fecha          | 1 | 2 | 3 | 4 | 5 | 6 |
| ----------------------- | - | - | - | - | - | - |
| Deportivo Táchira       | 1 | 2 | 2 | 3 | 3 | 1 |
| Academia Puerto Cabello | 2 | 1 | 1 | 1 | 1 | 2 |
| Deportivo Lara          | 4 | 4 | 3 | 2 | 2 | 3 |
| Portuguesa              | 3 | 3 | 4 | 4 | 4 | 4 |

#### Resultados
- Los horarios corresponden al huso horario de Venezuela (UTC-4).

| Portuguesa     | 1 - 2 | Academia Puerto Cabello | José Antonio Páez | 2 de octubre | 17:00 |
| Deportivo Lara | 0 - 2 | Deportivo Táchira       | Farid Richa       | 2 de octubre | 19:15 |

| Deportivo Táchira       | 0 - 0 | Portuguesa     | Polideportivo de Pueblo Nuevo | 6 de octubre | 17:00 |
| Academia Puerto Cabello | 3 - 1 | Deportivo Lara | La Bombonerita                | 6 de octubre | 19:15 |

| Deportivo Lara          | 1 - 0 | Portuguesa        | Farid Richa    | 9 de octubre | 17:00 |
| Academia Puerto Cabello | 0 - 0 | Deportivo Táchira | La Bombonerita | 9 de octubre | 19:15 |

| Deportivo Táchira | 0 - 2 | Academia Puerto Cabello | Polideportivo de Pueblo Nuevo | 16 de octubre | 17:00 |
| Portuguesa        | 0 - 1 | Deportivo Lara          | José Antonio Páez             | 16 de octubre | 19:15 |

| Portuguesa     | 0 - 1 | Deportivo Táchira       | José Antonio Páez | 20 de octubre | 18:00 |
| Deportivo Lara | 1 - 0 | Academia Puerto Cabello | Farid Richa       | 20 de octubre | 18:00 |

| Academia Puerto Cabello | 0 - 2 | Portuguesa     | La Bombonerita                | 23 de octubre | 18:00 |
| Deportivo Táchira       | 1 - 0 | Deportivo Lara | Polideportivo de Pueblo Nuevo | 23 de octubre | 18:00 |

## Final
| 30 de octubre | Metropolitanos                               | 1 – 1 (t. s.)(4 – 3 p.)    | Monagas                                                       | Estadio Olímpico de la UCV, Caracas                          |                                                              |
| 18:30 (UTC-4) | Ortiz 101'                                   | Reporte                    | Navas 91'                                                     | Asistencia: 11 247 espectadores Árbitro(s): Jesús Valenzuela | Asistencia: 11 247 espectadores Árbitro(s): Jesús Valenzuela |
|               |                                              | Tiros desde el punto penal |                                                               |                                                              |                                                              |
|               | - Vargas - Moreira - Gómez - Antón - Cermeño |                            | - F. González - Peralta - C. Martínez - Zalzman - D. Martínez |                                                              |                                                              |

|                                    |
| Bandera de Venezuela               |
| Campeón Metropolitanos 1.er título |

## Clasificación a torneos Conmebol

### Copa Libertadores 2023
| Equipo         | Clasificado como | Método de clasificación                  |
| -------------- | ---------------- | ---------------------------------------- |
| Metropolitanos | Venezuela 1      | Campeón de la Liga FUTVE 2022            |
| Monagas        | Venezuela 2      | Subcampeón de la Liga FUTVE 2022         |
| Carabobo       | Venezuela 3      | 3.º puesto de la Fase Final Libertadores |
| Zamora         | Venezuela 4      | 4.º puesto de la Fase Final Libertadores |
|                |                  |                                          |

### Copa Sudamericana 2023
| Equipo                  | Clasificado como | Método de clasificación                    |
| ----------------------- | ---------------- | ------------------------------------------ |
| Estudiantes de Mérida   | Venezuela 1      | 1.º puesto de la Fase Final Sudamericana A |
| Deportivo Táchira       | Venezuela 2      | 1.º puesto de la Fase Final Sudamericana B |
| Caracas                 | Venezuela 3      | 2.º puesto de la Fase Final Sudamericana A |
| Academia Puerto Cabello | Venezuela 4      | 2.º puesto de la Fase Final Sudamericana B |
|                         |                  |                                            |

## Datos y estadísticas

### Récords
- Primer gol de la temporada: Anotado por Jovanny Bolívar, para el Deportivo La Guaira contra Metropolitanos (24 de febrero de 2022).
- Último gol de la temporada: Anotado por Charlis Ortiz, para Metropolitanos contra el Monagas (30 de octubre de 2022).
- Gol más rápido: Anotado a los 25 segundos por Ángel Osorio en el Deportivo Táchira 2–2 Portuguesa (13 de mayo de 2022).
- Gol más cercano al final del encuentro: Anotado a los 90+12 minutos por Ángel Chourio en el Aragua 1–0 Hermanos Colmenárez (4 de marzo de 2022).
- Mayor número de goles marcados en un partido: 7 goles, Hermanos Colmenárez 2–5 Estudiantes de Mérida (21 de octubre de 2022).
- Mayor victoria local: Metropolitanos 5–0 Mineros de Guayana (17 de abril de 2022).
- Mayor victoria visitante: Deportivo La Guaira 1–5 Monagas (15 de mayo de 2022).

| Jugador            | G. | Club               |
| ------------------ | -- | ------------------ |
| Kevin Viveros      | 21 | Carabobo           |
| Juan Camilo Zapata | 19 | Colmenárez         |
| Jovanny Bolívar    | 18 | La Guaira          |
| Richard Blanco     | 13 | Mineros de Guayana |
| Aquiles Ocanto     | 13 | Monagas            |
| Guido Rouse        | 11 | Zulia              |
| Antonio Romero     | 11 | Zamora             |
| Charlis Ortiz      | 10 | Metropolitanos     |
| Erickson Gallardo  | 10 | Zamora             |

| Datos actualizados a 30 de octubre de 2022 según Soccerway. |

| Jugador            | A. | Part. | Prom. | Min. | M/A | Club              |
| ------------------ | -- | ----- | ----- | ---- | --- | ----------------- |
| Angelo Peña        | 7  | 16    | 0.44  | 1142 | 163 | Estudiantes       |
| Edanyilber Navas   | 6  | 17    | 0.35  | 1039 | 173 | Monagas           |
| Maurice Cova       | 5  | 16    | 0.31  | 1319 | 246 | Deportivo Táchira |
| José Miguel Reyes  | 4  | 8     | 0.5   | 473  | 118 | Aragua            |
| Juan Camilo Zapata | 4  | 16    | 0.25  | 1434 | 359 | Colmenárez        |
| Antonio Romero     | 4  | 16    | 0.25  | 1289 | 322 | Zamora            |
| Jesús Gómez        | 4  | 12    | 0.33  | 714  | 179 | Estudiantes       |

| Datos actualizados a 19 de junio de 2022 según Liga Futve. |

### Mejor portero
| Jugador             | Club                  | P.I. | Part. | Prom. | G.E. | G.P.  |
| ------------------- | --------------------- | ---- | ----- | ----- | ---- | ----- |
| Yhonatann Yustiz    | Portuguesa            | 7    | 17    | 41.2% | 14   | 0.824 |
| Alain Baroja        | Caracas               | 7    | 17    | 41.2% | 16   | 0.941 |
| Juan Carlos Reyes   | Zamora                | 6    | 12    | 50%   | 8    | 0.667 |
| Alejandro Araque    | Estudiantes de Mérida | 6    | 16    | 37.5% | 17   | 1.063 |
| Luis Curiel         | Deportivo Lara        | 5    | 16    | 31.3% | 18   | 1.125 |
| Álvaro Forero       | Universidad Central   | 5    | 16    | 31.3% | 17   | 1.063 |
| Thomas Riveros      | Carabobo              | 4    | 5     | 80%   | 1    | 0.2   |
| Giancarlo Schiavone | Metropolitanos        | 4    | 9     | 44.4% | 8    | 0.889 |
| Johel Semidey       | Aragua                | 4    | 10    | 40%   | 8    | 0.8   |
| Carlos Olses        | Deportivo La Guaira   | 4    | 15    | 26.7% | 21   | 1.4   |

| Datos actualizados a 19 de junio de 2022. |

### Disciplina
| Jugador           | Club                    | Amonestado | Part. | A.P. | Prom. |
| ----------------- | ----------------------- | ---------- | ----- | ---- | ----- |
| Pedro Álvarez     | Aragua                  | 13         | 18    | 0.72 | 72.2% |
| Jean Fuentes      | Metropolitanos          | 13         | 24    | 0.54 | 54.2% |
| Livingstone Adjin | Estudiantes de Mérida   | 13         | 25    | 0.52 | 52%   |
| Jovani Welch      | Zamora                  | 13         | 26    | 0.5  | 50%   |
| Edwin Peraza      | Academia Puerto Cabello | 11         | 25    | 0.44 | 44%   |
| Esli García       | Universidad Central     | 11         | 27    | 0.41 | 40.7% |

| Datos actualizados a 18 de septiembre de 2022 según Playmaker Stats. |

| Jugador         | Club                | Expulsado | Part. | R.P. | Prom. |
| --------------- | ------------------- | --------- | ----- | ---- | ----- |
| Anyer Maldonado | Universidad Central | 2         | 22    | 0.09 | 9.1%  |
| Danny Pérez     | Zamora              | 2         | 24    | 0.08 | 8.3%  |

| Datos actualizados a 18 de septiembre de 2022 según Playmaker Stats. |

| Club                  | Amonestado | Part. | A.P. |
| --------------------- | ---------- | ----- | ---- |
| Aragua                | 83         | 29    | 2.86 |
| Hermanos Colmenárez   | 83         | 29    | 2.86 |
| Caracas               | 81         | 29    | 2.79 |
| Estudiantes de Mérida | 80         | 29    | 2.76 |
| Deportivo Táchira     | 76         | 29    | 2.62 |

| Datos actualizados a 14 de septiembre de 2022 según TSDL. |

| Club                    | Expulsado | Part. | R.P. |
| ----------------------- | --------- | ----- | ---- |
| Academia Puerto Cabello | 10        | 29    | 0.34 |
| Estudiantes de Mérida   | 9         | 29    | 0.31 |
| Metropolitanos          | 9         | 29    | 0.31 |
| Aragua                  | 7         | 29    | 0.24 |
| Portuguesa              | 7         | 29    | 0.24 |
| Zulia                   | 7         | 29    | 0.24 |

| Datos actualizados a 14 de septiembre de 2022 según TSDL. |

## Premios

### Jugador más valioso
| Jornada | Jugador más valioso | Jugador más valioso   |
| Jornada | Jugador             | Equipo                |
| ------- | ------------------- | --------------------- |
| 1       | Andrés Romero       | Monagas               |
| 2       | Kendrys Silva       | Deportivo La Guaira   |
| 3       | Ángel Osorio        | Portuguesa            |
| 4       | Erickson Gallardo   | Zamora                |
| 5       | Esli García         | Universidad Central   |
| 6       | Alejandro Araque    | Estudiantes de Mérida |
| 7       | Kevin Viveros       | Carabobo              |
| 8       | Telasco Segovia     | Deportivo Lara        |
| 9       | Saúl Guarirapa      | Caracas               |
| 10      | Oscar González      | Monagas               |
| 11      | Aquiles Ocanto      | Monagas               |
| 12      | Yosmel Gil          | Aragua                |
| 13      | Edson Tortolero Jr. | Deportivo Táchira     |
| 14      | Maurice Cova        | Deportivo Táchira     |
| 15      | Jefre Vargas        | Metropolitanos        |

| Jornada | Jugador más valioso | Jugador más valioso     |
| Jornada | Jugador             | Equipo                  |
| ------- | ------------------- | ----------------------- |
| 16      | Ricardo Ávila       | Zulia                   |
| 17      | Edanyilber Navas    | Monagas                 |
| 18      | Charlis Ortíz       | Metropolitanos          |
| 19      | Angelo Peña         | Estudiantes de Mérida   |
| 20      | Maurice Cova        | Deportivo Táchira       |
| 21      | Erickson Gallardo   | Zamora                  |
| 22      | Andrés Romero       | Monagas                 |
| 23      | Antonio Romero      | Zamora                  |
| 24      | Samuel Sosa         | Academia Puerto Cabello |
| 25      | Edanyilber Navas    | Monagas                 |
| 26      | Kendrys Silva       | Deportivo La Guaira     |
| 27      | Jovanny Bolívar     | Deportivo La Guaira     |
| 28      | Edanyilber Navas    | Monagas                 |
| 29      | Edson Tortolero Jr. | Deportivo Táchira       |
| 30      | Carlos Lujano       | Carabobo                |